# موردو (داکوتای جنوبی)
موردو(به انگلیسی: Murdo) شهری در ایالت داکوتای جنوبی کشور ایالات متحده آمریکا است که جمعیت آن در سرشماری سال ۲۰۱۰ میلادی، ۴۸۸ نفر بوده‌است.